# Piotrowice-Kolonia
Piotrowice-Kolonia – wieś w Polsce położona w województwie lubelskim, w powiecie lubelskim, w gminie Garbów.
W latach 1975–1998 miejscowość należała administracyjnie do ówczesnego województwa lubelskiego.
Wieś stanowi sołectwo gminy Garbów. Według Narodowego Spisu Powszechnego z roku 2011 wieś liczyła 121 mieszkańców.